# Reksyně
Reksyně (Duits: Rexin of Rexin in Böhmen) is een Tsjechische plaats in de gemeente Miličín, regio Midden-Bohemen, en maakt deel uit van het district Benešov. Het dorp ligt op 2 kilometer afstand van Miličín.
Reksyně telt 9 inwoners (2021).

## Geschiedenis
De eerste schriftelijke vermelding van het dorp dateert van 1379.
In 1960 werd Reksyně, samen met Miličín, ondergebracht in het district Benešov.

## Verkeer en vervoer

### Autowegen
Er leidt een regionale weg naar het dorp.

### Spoorlijnen
Er is geen station in Reksyně. Het dichtstbijzijnde station is in Mezno, op 3,5 kilometer afstand. Dat station ligt aan spoorlijn 220 (Praag -) Benešov - Tábor - České Budějovice. Het station werd, tezamen met de spoorlijn, in 1871 geopend.

### Buslijnen
Er was een bushalte vlak bij het dorp, maar die is anno 2025 buiten gebruik. De dichtstbijzijnde halte is thans in Lažany, op twee kilometer afstand:
| Halte         | Lijn(en) | Traject(en)                                       | Vervoerder(s)                    |
| ------------- | -------- | ------------------------------------------------- | -------------------------------- |
| Mezno, Lažany | 401 457  | Jindřichův Hradec - Praag-Roztyly Miličín - Tábor | CŠAD Benešov BusLine jižní Čechy |

## Galerij

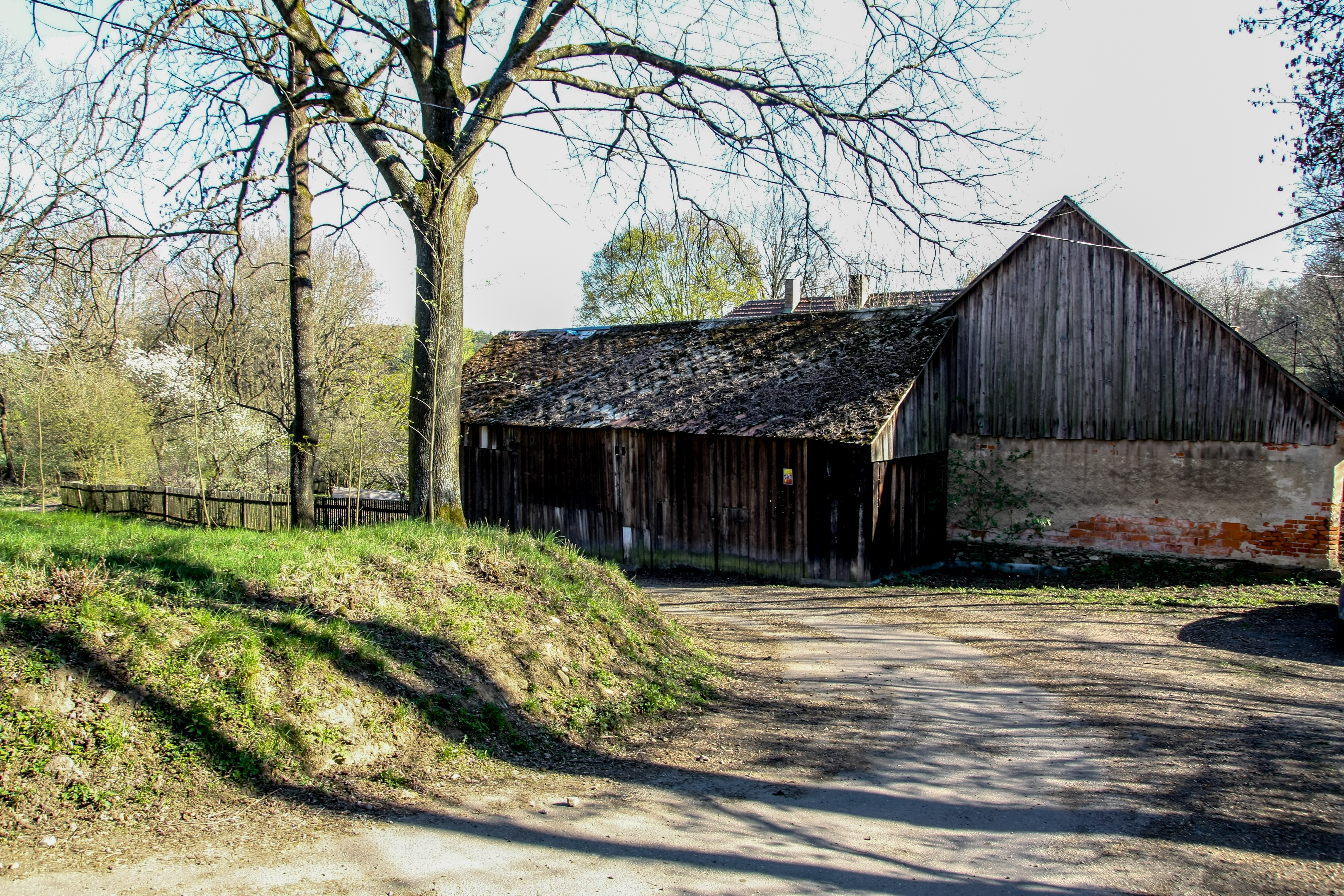
Boerderij in het dorp (2019)
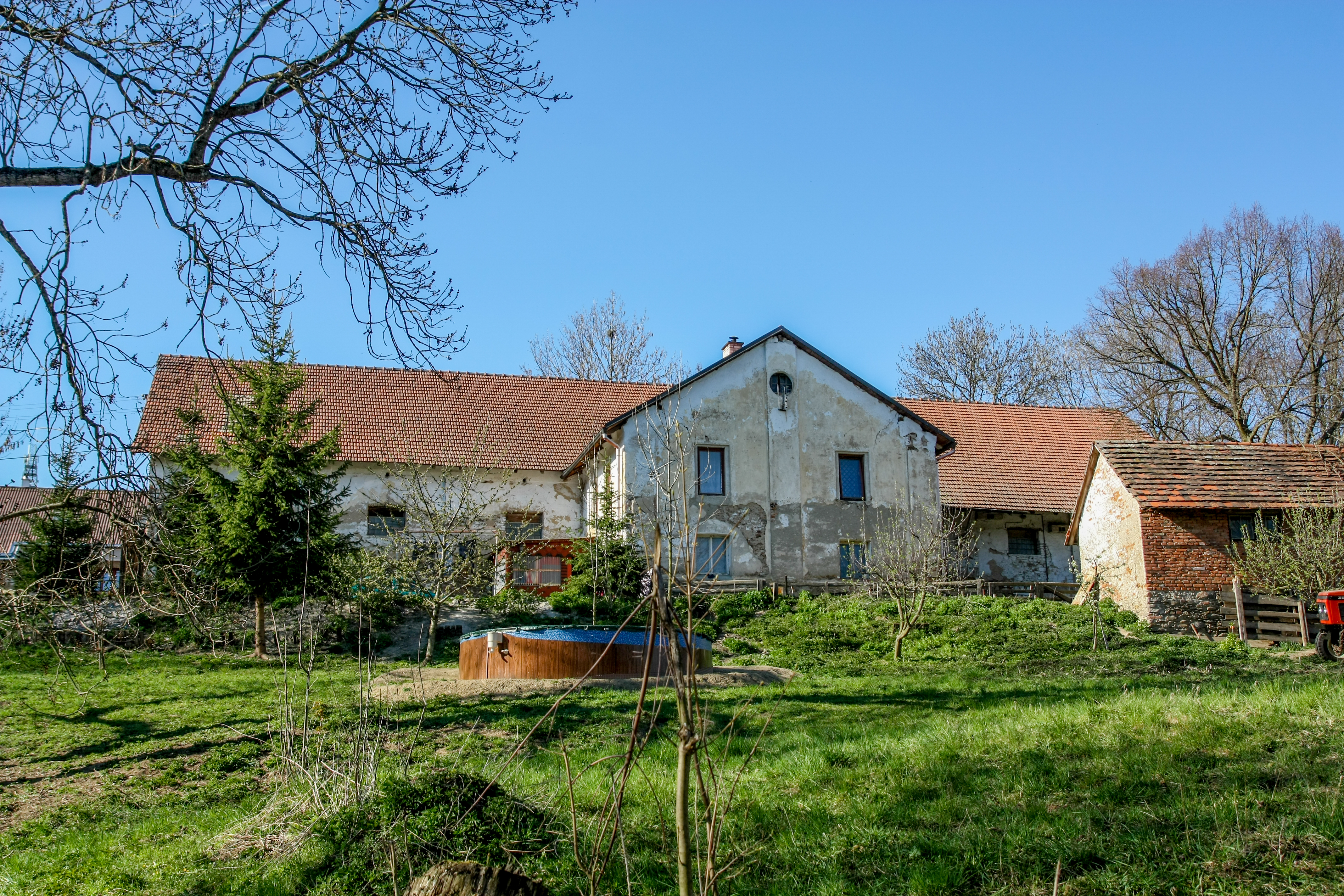
Huis in het dorp (2019)